# Weißig (Nünchritz)
Weißig ist ein Ortsteil der sächsischen Gemeinde Nünchritz im Landkreis Meißen. Der Ort wurde 1378 erstmals urkundlich erwähnt und gehört seit 1994 zu Nünchritz.

## Geographie und Verkehrsanbindung
Weißig liegt etwa drei Kilometer östlich vom Hauptort Nünchritz entfernt in der Großenhainer Pflege. Der Ort befindet sich auf etwa halbem Weg zwischen Nünchritz im Westen und Großenhain im Osten an der sächsischen Staatsstraße 40. Sie verbindet die beiden größeren Orte miteinander und hat in Großenhain Anschluss an die Bundesstraße 101. In Weißig zweigt eine Kreisstraße mit der Nummer 8557 von der Staatsstraße ab. Sie verbindet den Ort mit Leckwitz, das sich an der Elbe befindet. In die Elbe mündet der Leckwitzbach (auch Grenzgraben), der südlich an Weißig vorbeifließt. Weißig ist ein Straßendorf, das von einer rund 5 km² großen Gewannflur umgeben ist. Sie wird landwirtschaftlich genutzt. Viele Drei- und Vierseithöfe prägen das Ortsbild, vereinzelt gibt es auch kleinere Wohnhäuser. Am Rand der Ortsbebauung finden sich Gebäude des landwirtschaftlichen Betriebes.
Eine kleinere Siedlung entstand rund um den Weißiger Bahnhof an der Bahnstrecke Leipzig–Dresden, die südwestlich am Dorf vorbeiführt. Die Siedlung befindet sich wie der Rest von Weißig auf einer Gemarkung, deren Abmessungen denen der bis 1994 bestehenden Gemeinde Weißig gleichen. Die Gemarkung mit der amtlichen Nummer 7193 grenzt im Norden an Wildenhain. Im Osten schließt sich Skassa (beide zu Großenhain) an. Südlich benachbart ist Leckwitz, im Westen grenzt die Gemarkung Zschaiten (beide zu Nünchritz) an die Weißiger Flur an.
Weißig ist über eine Buslinie zwischen Riesa, Nünchritz und Großenhain an das Eisenbahnnetz angeschlossen.

## Geschichte
| Jahr        | Einwohner |
| ----------- | --------- |
| 1834        | 197       |
| 1871        | 236       |
| 1890        | 203       |
| 1910        | 281       |
| 1925        | 253       |
| 1933        | 251       |
| 1939        | 243       |
| 1946        | 366       |
| 1950        | 390       |
| 1964        | 322       |
| 1990        | 235       |
| 1993        | 230       |
| → Nünchritz |           |

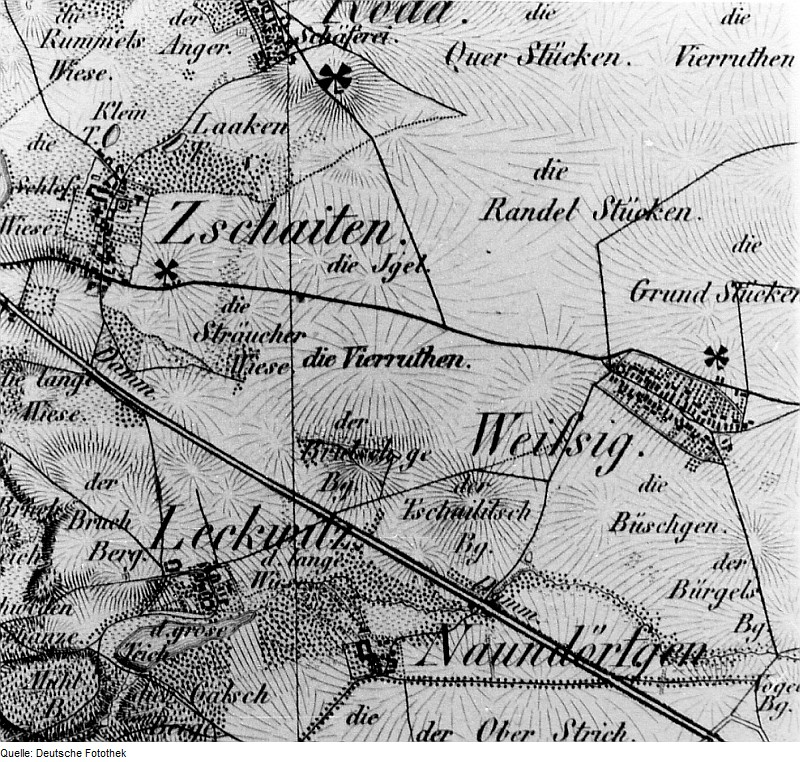
Weißig und Umgebung auf einer Karte von Hermann Oberreit (1839/40).

Weißig wurde 1378 erstmals als Wizzok urkundlich erwähnt. Es gehörte als markgräfliches Lehn zum Schloss Hain (Großenhain) und war an den Markgrafen Friedrich III. zinspflichtig. Im Jahr 1465 wurden die von Gaudlitz und 1484 Chr. von Köttwitz mit Weißig belehnt. Caspar Drogisch kaufte 1487 Zinsen in Weißig, wie schon 1465 der aus Großenhain stammende Kunz Steyff. Der zehnte Teil kam ins Meißner Hospital.
Hans Knieling und Hans Kalau zu Herzberg kauften 1496 den Besitz derer von Gaudlitz. Der früher in Porschendorf gewesene Kretzschmer war 1499 in Weißig ansässig. Im Jahr 1501 besaß ein von Haugwitz den Ort, bestehend aus zwei Mann und ihren Familien. 1520 befand sich Weißig mit fünf Mann im Besitz der Familie Schleinitz auf Skassa. Das Kloster Hain erhob 1535 Zinsen in Weißig. Im Jahr 1540 waren die Einwohner Weißigs nach Skassa eingepfarrt.
Mit dem Hospital zu Meißen, dem Rittergut Skassa, dem Rittergut Hirschstein und dem Rat zu Großenhain hatten 1547 vier Erbherren Ansprüche und Rechte auf Weißig. Die Weißiger geben iren anteil zu einem pferde für die Heerfahrt. Außerdem wurde dem Pfarrer zu Großenhain, den Kastenherren zu Großenhain, dem Pfarrer zu Skassa und dem Dompropst zu Boritz gezinst. Im Jahr 1575 wohnten 23 besessene Mann in Weißig, drei Mann besaßen zwei Hufen, neun Mann 1 1⁄2 Hufen, zwei Mann eine Hufe, acht Mann einen halben Hufen und einer einen viertel Hufen. Im Jahr 1621 waren das Kapitel zu Meißen, das Rittergut Naundorf, das Rittergut Hirschstein und der Rat zu Großenhain die Grundherren für Weißig, 1678 übten das Prokuraturamt Meißen, das Rittergut Naundorf, das Rittergut Grödel/Skassa und das Rittergut Hirschstein die Grundherrschaft über den Ort aus. Die obere Gerichtsbarkeit hatte der Landesherr, Kurfürst Johann Georg II. bzw. das Amt Großenhain, die niedere Gerichtsbarkeit die Erbherren. Den Dorfrichter setzt das Amt Großenhain ein. Um 1700 wurde eine Schmiede errichtet, im Jahr 1750 folgt eine Schenke mit Branntweinbrennerei. Im Jahr 1824 gab es ein Gemeindehirtenhaus und ein Spritzenhaus. Im Dorf lebten 150 bis 200 Einwohner, davon 24 Bauern und vier Gärtner, die den verschiedenen Herrschaften unterstanden. Drei Häusler besaßen eigenen Grund und Boden, einer stand auf Gemeindeland und zu einem gehörte eine Schmiede.
Seit 1839 führt mit der Bahnstrecke Leipzig–Dresden die erste deutsche Ferneisenbahnstrecke an Weißig vorbei. Der Ort erhielt einen Bahnhof an diesem Schienenweg. Von Weißig zweigten seit der Errichtung der „Chemischen Fabrik von Heyden Weißig b. Großenhain“ 1900 die Gleise für den Werkverkehr ab. Die Errichtung eines Schulgebäudes folgte, im Jahr 1877 kam es zu einem weiteren Neubau. Bereits seit Mitte des 18. Jahrhunderts gab es eine Wanderschule für die Region. In die Schule zog Jahrzehnte später ein Kindergarten ein. Im Jahr 1853 machte ein Bauer auf dem Bruschberg bei Weißig beim Pflügen einen sogenannten Depotfund. Die Bronzegegenstände des Fundes datieren in die Zeit um 1200 v. Chr. Sie sind als Ergebnisse von Opferhandlungen bis auf wenige Ausnahmen absichtlich zerbrochen worden. Die bewusst ausgewählten Gegenstände spiegeln wichtige Ereignisse im damaligen Alltagsleben wider, so beispielsweise die Sicheln für eine erfolgreiche Ernte. Der Depotfund von Weißig wird im Staatlichen Museum für Archäologie Chemnitz ausgestellt. Weißig hatte 1898 203 Einwohner. Die nähere Betrachtung ihrer Tätigkeiten ist vergleichsweise vielfältig: im Ort lebten ein Brotbäcker und Mühlenbesitzer, ein Gasthofsbesitzer und ein Postagent, der gleichzeitig eine „Restauration“ am Bahnhof betrieb. Dazu kamen ein Korbmacher, Kunstgärtner, Schneider, Lehrer, Dorfkramer, Huf- und Beschlagschmied, Böttchermeister, Schuhmachermeister, Stellmachermeister, Zimmermann, Drainierarbeiter, eine Butterhändlerin und ein Spargelkulturbesitzer. Das Vorhandensein eines Bahnhofes lässt auch den Bahnvorsteher zur Einwohnerschaft zählen.
Im Jahr 1925 waren fast alle 253 Einwohner Weißigs evangelisch-lutherisch, nur drei Personen waren katholisch. Bis in das Jahr 1934 stieg die Einwohnerzahl Weißigs auf 275 an. Der Landwirtschaftsverein wurde wie seit Jahrzehnten durch einen Rittergutsbesitzer geleitet (Naundörfchen, Merschwitz). Seit Jahren bestand eine Bezugs- und Absatzgenossenschaft. Die chemische Fabrik von Heyden und das Baugeschäft Brettschneider waren die größten Unternehmen in Weißig.
Sachsen kam nach dem Zweiten Weltkrieg in die Sowjetische Besatzungszone und später zur DDR. Die historisch gewachsene Zugehörigkeit zu Großenhain blieb nach der Gebietsreform 1952 nicht erhalten. Sie ordnete Weißig dem Kreis Riesa im Bezirk Dresden zu. Ab 1953 folgte in der DDR der Zusammenschluss der Einzelbauern zu Landwirtschaftlichen Produktionsgenossenschaften (LPG) in Weißig. Seinen vorläufigen Höhepunkt fand dieser Prozess 1970 im Zusammenschluss von sieben LPG aus sechs Dörfern zur Groß-LPG „Frieden“ Weißig.
Nach der Wende besiedelten neue Gewerbe die großen Höfe im Ort. Auch die Flächen um das Dorf wurden durch eine Großbauernwirtschaft weitergenutzt. Die folgenden Gebietsreformen in Sachsen ordneten Weißig 1994 dem Landkreis Riesa-Großenhain und 2008 dem Landkreis Meißen zu.
Am 31. Dezember 1993 hatte der Ort noch 230 Einwohner. Damit lebten im Vergleich zu 1964 fast 100 Menschen weniger in Weißig. Mit Wirkung zum 1. Januar 1994 erfolgte die Eingemeindung nach Nünchritz. Der Kindergarten in Weißig wurde noch im selben Jahr geschlossen. Die Kinder gingen von da an in die Einrichtungen nach Nünchritz. Mit der Sanierung des Feuerwehrhauses und der Einrichtung eines Versammlungsraumes blieben öffentliche Räume in Weißig erhalten. Auch der kleine Jugendklub gegenüber der alten Schmiede wird bis heute genutzt. Der Gasthof Weißig wurde 1998 durch die Gemeinde Nünchritz an den Turnverein 1998 verkauft. Durch den Verein saniert, dient er seither wieder dem kulturellen Leben in Weißig. Mit der Eröffnung des Haltepunktes in Nünchritz im Jahr 2003 wurde der Bahnhof Weißig geschlossen. Das Stellwerk im Bahnhofsgebäude ist aber weiterhin in Betrieb.